# Tarasp
Tarasp ([tɐˈraʃp]ⓘ) ist ein Dorf der Unterengadiner Gemeinde Scuol im Schweizer Kanton Graubünden.
Bis zum 31. Dezember 2014 war Tarasp eine eigenständige politische Gemeinde. Am 1. Januar 2015 wurde Tarasp mit den vier Gemeinden Ardez, Ftan, Guarda und Sent in die Gemeinde Scuol eingegliedert.

## Geographie

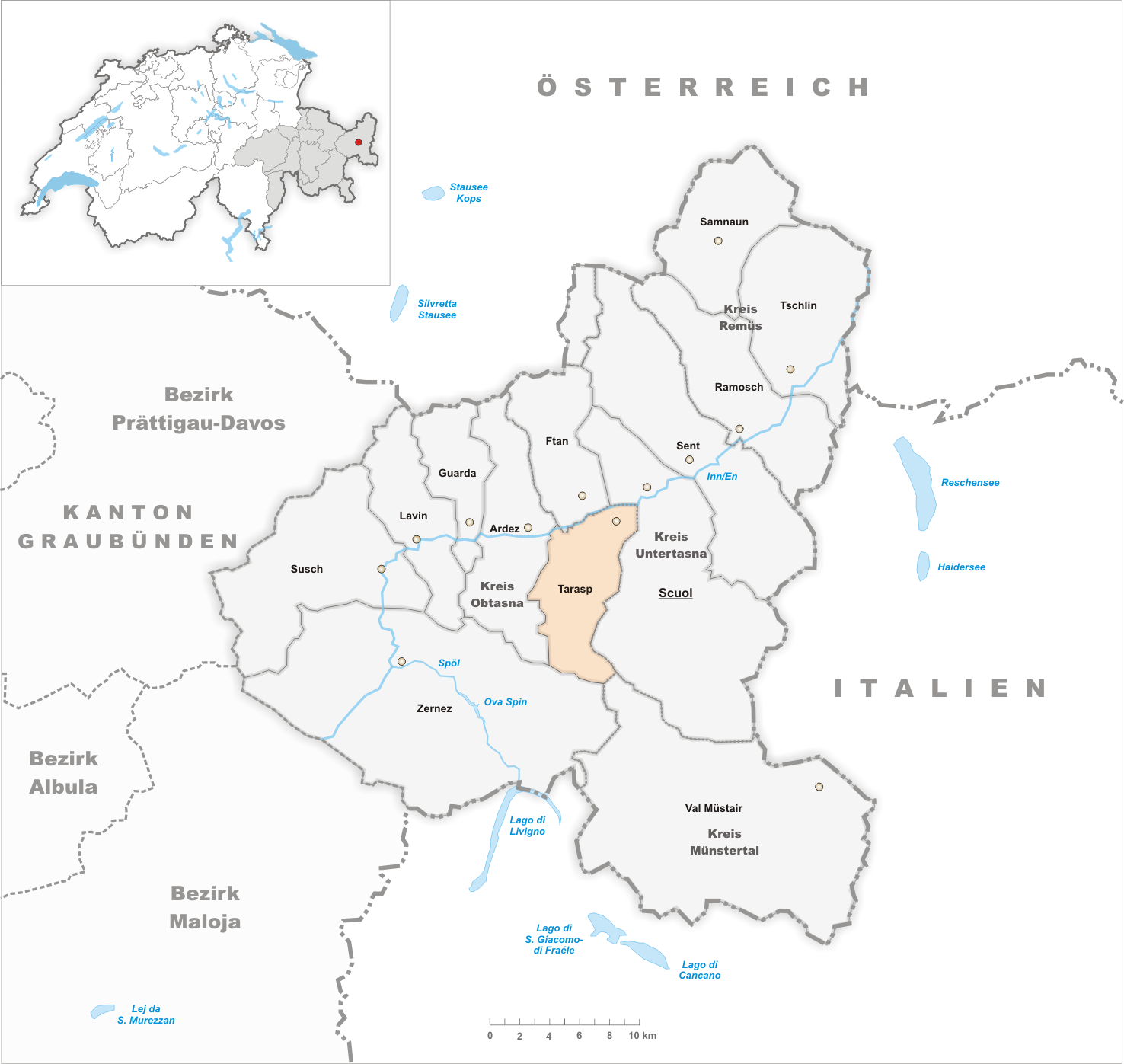
Gemeindestand vor der Fusion am 1. Januar 2015

Schloss Tarasp im Luftbild von Werner Friedli (1954)

Die ehemalige Gemeinde auf der rechten Innseite besteht aus elf Fraktionen. Zu den wichtigsten gehören der Hauptort Fontana ([fɔnˈtaːnɐ]ⓘ, 1403 m ü. M.) mit der Dreifaltigkeitskirche, das Hoteldorf Vulpera (1280 m) und Sparsels ([ʃpɐrˈsɛls]ⓘ). Die weiteren Fraktionen sind Aschera ([ɐˈʒɛːrɐ]ⓘ), Avrona, Chaposch ([tɕɐˈpɔʃ]ⓘ), Chants ([tɕants]ⓘ), Florins ([flɔˈrins]ⓘ), Nairs, Sgnè ([sɲeː]ⓘ) und Vallatscha. Die Ortsteile gruppieren sich um das Wahrzeichen der Gemeinde, das Schloss Tarasp.
Auf dem ehemaligen Gemeindegebiet liegen die Gipfel Piz Pisoc (3173 m), Piz Plavna Dadaint (3166 m), Piz Plavna Dadora (2981 m) und Piz Zuort (3119 m).

## Herkunft des Namens
Die Herkunft des Ortsnamens Tarasp ist nicht sicher geklärt; die herkömmliche Deutung als lateinisch Terrae asperae «raue Erde» wirft Fragen auf.

## Geschichte

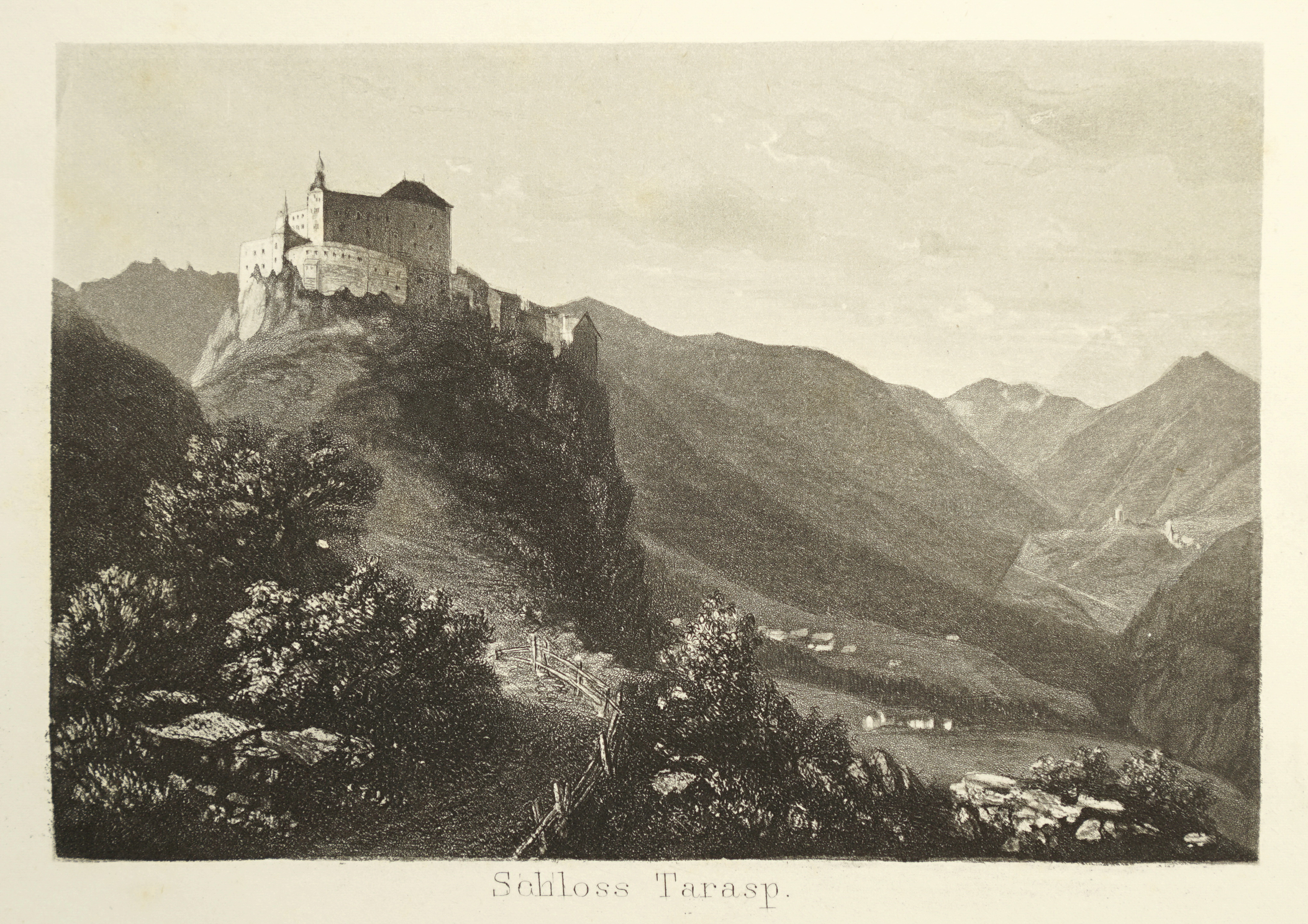
Schloss Tarasp um 1870. Radierung von Heinrich Müller

Prähistorische Schalensteine («Hexensteine») sind in der Gemeinde nachgewiesen. Die Herren von Tarasp, die aus Oberitalien stammten, veranlassten Rodungsarbeiten und errichteten im 11. Jahrhundert erste Siedlungen. Das Schloss wurde um 1040 aus strategischen Gründen erbaut. Eine Urkunde von 1089/1096, die in einer Abschrift von 1365 vorliegt, erwähnt das Castro de Taraspes. Um 1200 wurden Sümpfe trockengelegt und Seen abgeleitet. Der angelegte Taraspersee diente dem Fischfang und als Löschwasserreserve. Ein zentrales Dorf entstand indessen nicht, sondern allmählich wurden die zehn Weilersiedlungen Aschera, Vallatscha, Chaposch, Fontana, Sparsels, Florins, Sgnè, Chants, Vulpera und Avrona aufgebaut.
Bald nach dem Aussterben des adligen Geschlechts 1177 übernahmen das Bistum Chur und später die Grafen von Tirol die Herrschaft. Nach 1273 amteten die Herren von Matsch als tirolische Vögte. Seit 1464  war Tarasp im Besitz der Österreicher, welche diverse Adelsgeschlechter mit dem Gebiet belehnten. Spannungen mit der Unterengadiner Bevölkerung waren häufig, zum Beispiel wegen der am Schloss angebrachten Wappen und Schriften (1624 «Hie Esterreich»). 1678 trat Kaiser Leopold I. die Herrschaft zunächst pfandweise an den Reichsfürsten Ferdinand Joseph von Dietrichstein ab, ehe sie 1684 in Anerkennung seiner Verdienste als gefürstete Reichsgrafschaft ganz in dessen Besitz überging. Mit dem Erwerb dieses reichsunmittelbaren Territoriums war auch die Voraussetzung der Zulassung zur Fürstenbank des Reichstages erfüllt, an dem der Fürst erstmals am 4. Oktober 1686 teilnahm und dort den Platz zwischen den Fürsten von Salm und Nassau-Hadamar erhielt. Durch § 29 des Reichsdeputationshauptschlusses von 1803 fiel die bisherige österreichische Exklave an die Helvetische Republik bzw. die Schweiz. Für diesen Verlust wurde Fürst Johann Baptist Karl Walther von Dietrichstein in § 11 mit der Herrschaft Neuravensburg aus dem Besitz des Klosters St. Gallen entschädigt.
Kirchlich gehörte der Ort bis zur Reformation zu Scuol; die wirtschaftliche (Weiderechte, Holznutzung usw.) und kirchliche Trennung erfolgte 1559. Acht Jahre später erhielt Tarasp im Hauptort Fontana eine eigene Pfarrkirche. Eine dauernde Germanisierung fand trotz zeitweiliger Zuwanderung aus dem Tirol nicht statt, auch wenn an den Bauten zahlreiche tirolische Einflüsse zu bemerken sind. Bei der Eingliederung der Herrschaft in den Kanton Graubünden 1803 kam Tarasp zur Gerichtsgemeinde Obtasna und 1851 dann zum gleichnamigen Kreis. 1630 lebten 242 Einwohner in Tarasp, 1835 waren es 403, danach nahm die Personenzahl wieder leicht ab. Seit 1850 schwankte die Einwohnerzahl zwischen 278 und 396 Personen.

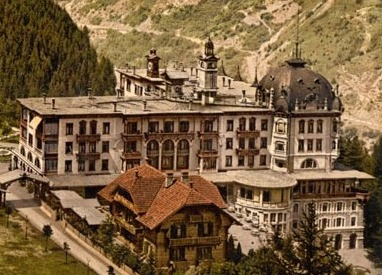
Hotel Waldhaus Vulpera um 1900

Dank zahlreicher auf dem Gemeindegebiet gelegener Mineralquellen entwickelten sich Tarasp und insbesondere die Fraktion Vulpera in der zweiten Hälfte des 19. Jahrhunderts vom Bauerndorf zu einem der bedeutendsten Kurorte der Schweiz. 1845 entstand in Vulpera ein erstes Hotel «Zu den Salzwasserquellen». 1860 wurde die Tarasp-Schulser Gesellschaft gegründet, 1865 in der Fraktion Nairs, auf Scuoler Gemeindegebiet direkt am Inn, das «Grand Hotel Kurhaus Tarasp», 1874 bis 1876 am Innufer die Trinkhalle, 1896/97 in Vulpera das 1989 abgebrannte «Hotel Waldhaus Vulpera» sowie 1898–1900 das «Hotel Schweizerhof» errichtet. Der Bau der Linie Samedan-Scuol-Tarasp der Rhätischen Bahn 1913 und die Restauration der Burg förderten die wirtschaftliche Entwicklung weiter. Seine Blütezeit erlebte der Tourismus in Vulpera bis zum Ersten Weltkrieg. In den 1930er Jahren erlebte der Bädertourismus einen drastischen Abschwung, von dem sich Tarasp erst in den 1970er Jahren durch den Wintertourismus und die aufkommende Parahotellerie erholte. Während Vulpera erneut umgebaut und den Bedürfnissen des modernen Sporttourismus angepasst wurde, bewahrten die anderen Fraktionen ihre Ursprünglichkeit weitgehend.
Heute ist die Überalterung der Bevölkerung ein Problem. Für einen besseren Strassenanschluss und etwas Abhilfe wurde von 2007 bis 2010 die 235 Meter lange Innbrücke von Scuol nach Vulpera gebaut.

## Wappen
| Wappen von Tarasp | Blasonierung: «Gespalten von Gold und Blau, in Gold schwebend lateinisches rotes Kreuz (Passionskreuz), in Blau gold-rot-goldener Bogenpfahl (Regenbogen)» |
| Wappen von Tarasp | Die Gemeinde Scuol gibt hierzu an: «Es handelt sich um das Wappen der Familie von Tarasp, die im 11. und 12. Jahrhundert gelebt hat. Das Kreuz erinnert daran, dass Mitglieder dieser Familie an einem Kreuzzug und an Wallfahrten nach Jerusalem teilgenommen haben. Der Regenbogen symbolisiert die Verbindung zwischen Gott und den Menschen oder auch die Herrlichkeit Gottes.» |

Ausgehend von dem blauen Feld als Hintergrund hätte ein Regenbogen in Farben wie Rot-Gold-Blau oder Rot-Gold-Grün die  heraldische Farbregel verletzt. So ist die ungewöhnliche Farbkombination Gold-Rot-Gold im Regenbogen zu erklären.

## Bevölkerung
| Bevölkerungsentwicklung | Bevölkerungsentwicklung | Bevölkerungsentwicklung | Bevölkerungsentwicklung | Bevölkerungsentwicklung | Bevölkerungsentwicklung | Bevölkerungsentwicklung | Bevölkerungsentwicklung | Bevölkerungsentwicklung | Bevölkerungsentwicklung | Bevölkerungsentwicklung |
| ----------------------- | ----------------------- | ----------------------- | ----------------------- | ----------------------- | ----------------------- | ----------------------- | ----------------------- | ----------------------- | ----------------------- | ----------------------- |
| Jahr                    | 1630                    | 1835                    | 1850                    | 1900                    | 1950                    | 1960                    | 1980                    | 1990                    | 2000                    | 2013                    |
| Einwohner               | 242                     | 403                     | 357                     | 278                     | 307                     | 396                     | 293                     | 241                     | 328                     | 341                     |

Nach einem bedeutenden Bevölkerungszuwachs bis ins frühe 19. Jahrhundert verlor die ehemalige Gemeinde zwischen 1835 und 1900 massiv Bewohner (1835 403, 1900 278 Einwohner = −31 %), und dies trotz touristischen Einrichtungen wie Bäderhäusern und Hotels. Bis 1930 wuchs die Bevölkerung leicht an – zwischen 1950 und 1960 sogar stark (1950–1960: +29 %). Nach dem dann erreichten Höchststand von 396 Personen kam es zu einer zweiten grossen Abwanderungswelle bis 1990 (1960–1990: −39 %).

### Sprachen
Trotz jahrhundertelanger österreichischer Herrschaft sprach die Bevölkerung bis zum Beginn des Ersten Weltkriegs beinahe geschlossen Vallader, eine bündnerromanische Mundart (1880: 92 %, 1910: 87 %). Dieser Anteil sank dann in der Zwischenkriegszeit auf 79 Prozent (1941). Seither wächst der Anteil der Deutschsprachigen beständig. Dennoch waren die Romanischsprachigen noch 1970 mit 155 Personen (oder 45,32 %) eine relative Mehrheit. Seit 1980 sind die Deutschsprachigen in der Mehrheit, doch halten Gemeindeverwaltung und Schule weiterhin zum Romanischen. Die deutschsprachige Mehrheit erklärt sich vor allem durch das in Avrona ansässige Internat, das jedoch gesellschaftlich wenig Kontakt mit der sonst romanischen Gemeinde hat. 1990 konnten sich noch 58 Prozent, im Jahr 2000 noch 46,6 Prozent der Bevölkerung auf Romanisch verständigen. Die Entwicklung der vergangenen Jahrzehnte zeigt folgende Tabelle:
| Sprachen in Tarasp GR | Sprachen in Tarasp GR | Sprachen in Tarasp GR | Sprachen in Tarasp GR | Sprachen in Tarasp GR | Sprachen in Tarasp GR | Sprachen in Tarasp GR |
| --------------------- | --------------------- | --------------------- | --------------------- | --------------------- | --------------------- | --------------------- |
| Sprachen              | Volkszählung 1980     | Volkszählung 1980     | Volkszählung 1990     | Volkszählung 1990     | Volkszählung 2000     | Volkszählung 2000     |
| Sprachen              | Anzahl                | Anteil                | Anzahl                | Anteil                | Anzahl                | Anteil                |
| Deutsch               | 138                   | 47,10 %               | 125                   | 51,87 %               | 172                   | 52,44 %               |
| Rätoromanisch         | 129                   | 44,03 %               | 102                   | 42,32 %               | 126                   | 38,41 %               |
| Italienisch           | 8                     | 2,73 %                | 8                     | 3,32 %                | 8                     | 2,44 %                |
| Einwohner             | 293                   | 100 %                 | 241                   | 100 %                 | 328                   | 100 %                 |

### Religionen und Konfessionen
Die Bewohner von Tarasp sind vornehmlich Katholiken, in einem sonst reformiert geprägten Gebiet. Dies ist eine Folge der habsburgischen Geschichte der ehemaligen Gemeinde.

## Sehenswürdigkeiten

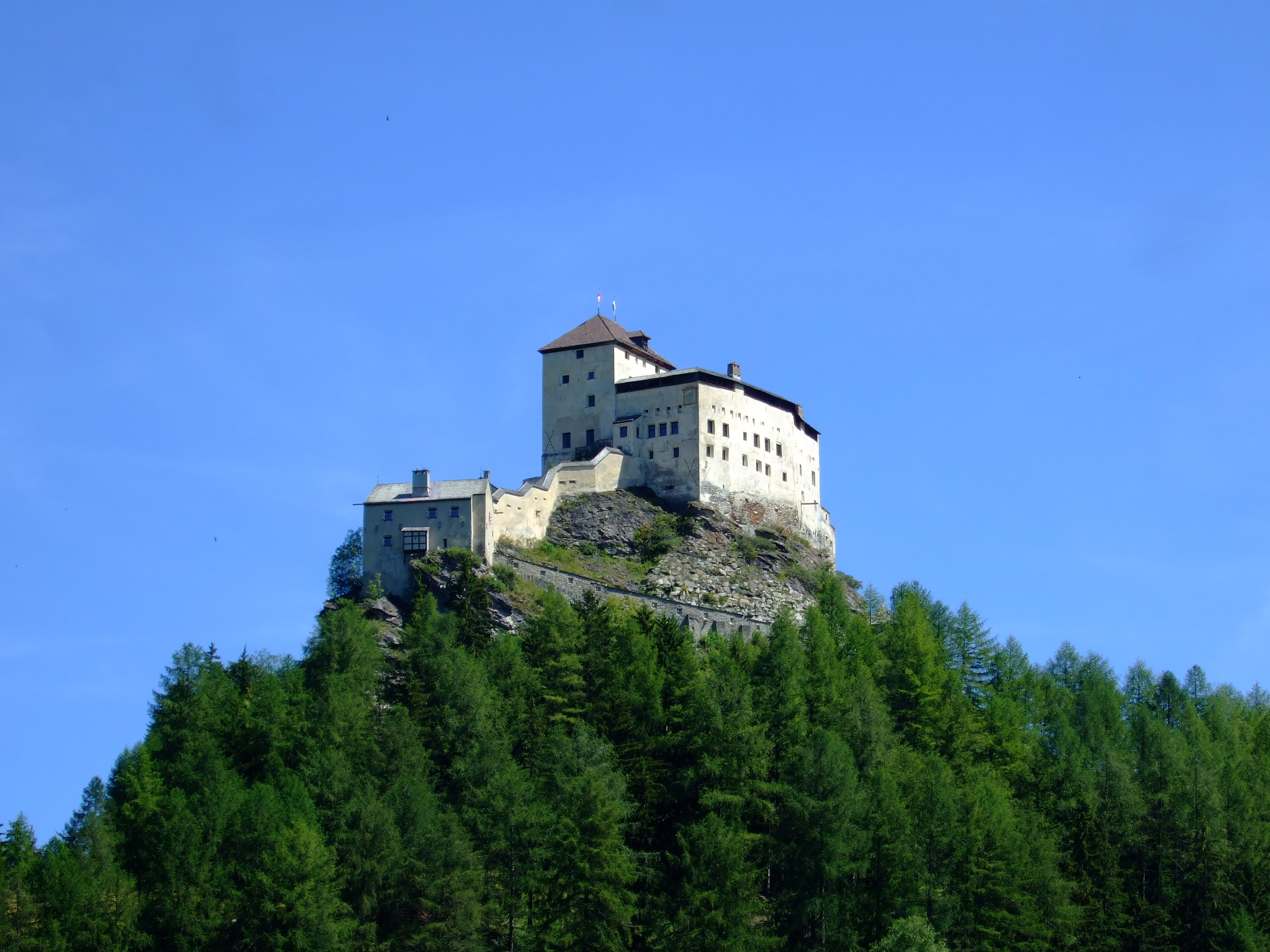
Schloss Tarasp

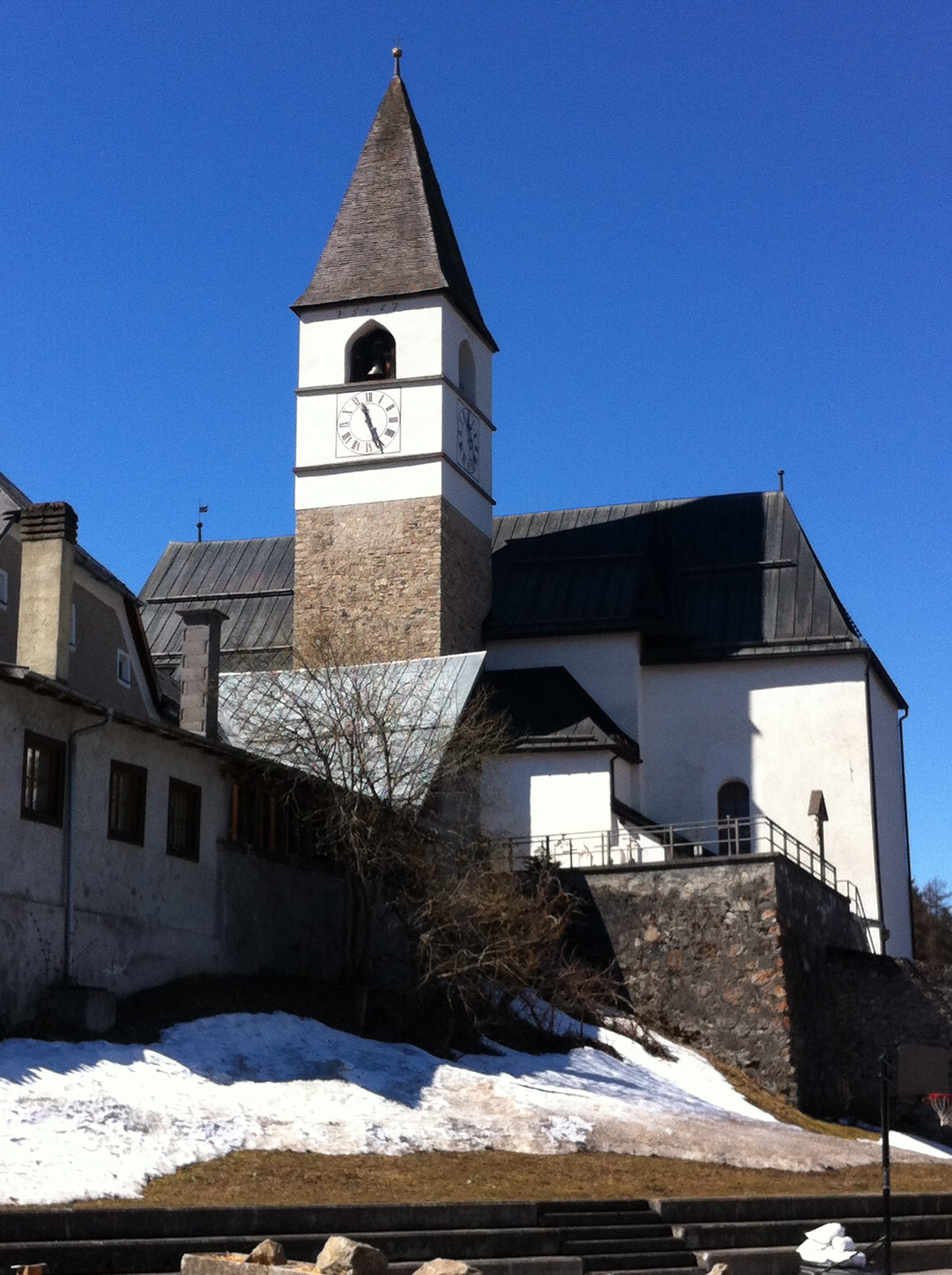
Dreifaltigkeitskirche im Ortsteil Fontana

- Die Gemeinde wird von dem in seinen Grundzügen aus dem 11. Jahrhundert stammenden Schloss Tarasp überragt. Es zählt zu den imposantesten Schlössern Graubündens. Schloss Tarasp wurde um 1900 von Karl August Lingner, dem Fabrikanten von Odol, erworben und im Stile des Historismus renoviert. Er vermachte es dem Grossherzog Ernst Ludwig von Hessen-Darmstadt. Nachdem es lange im Besitz der Erben aus dem Haus Hessen-Kassel gewesen war, wurde es im März 2016 vom Künstler Not Vital erworben.[12] Das Schloss besitzt eine kostbare Orgel der Orgelbauwerkstatt Gebrüder Jehmlich aus dem Jahr 1916, welche zu den grössten Orgeln in Privatbesitz in Europa zählt.[13]
- In der Nähe des Weilers Sgnè liegen prähistorische Schalensteine, die sogenannten «Hexenplatten».
- 1874–1876 wurde durch den Schweizer Architekten Bernhard Simon am Innufer gegenüber dem Kurhaus Tarasp eine Wandel- und Trinkhalle erbaut. Im achteckigen Kuppelbau werden die Heilquellen  Bonifacius, Lucius und Emerita gefasst.[3]
- Die Dreifaltigkeitskirche, in Fontana, ist ein nach Norden gerichteter Barockbau. Er wurde 1674 bis 1678 von Blasius Ploirer auf den Grundmauern der Pfarrkirche Sankt Antonius von 1567 errichtet.[14]
- Das Pfarrhaus[15]
- «Villa Engiadina»,[16] erbaut 1901 durch Karl Gottlieb Koller
- Wohnhaus, in Fontana[17]
- Die wilde Clemgia-Schlucht ist von Vulpera und Avrona erreichbar.

## Kultur
In der Tradition der Übernamen der Engadiner Dörfer heissen die Tarasper ils magliamessas (deutsch «die Messefresser»).

## Verkehr
Der in Scuol gelegene Bahnhof Scuol-Tarasp ist der östliche Endpunkt der Rhätischen Bahn (RhB)-Strecke aus Bever. Von dort sind Nairs, Vulpera, Chants, Sgnè und Fontana direkt über eine Postautolinie erreichbar.
Seit dem 10. Oktober 2010 führt die 236 Meter lange Stahlbetonbrücke Punt d’En Vulpera/Tarasp, die den Inn in etwa 50 Meter Höhe überspannt, nach Tarasp.

## Tourismus

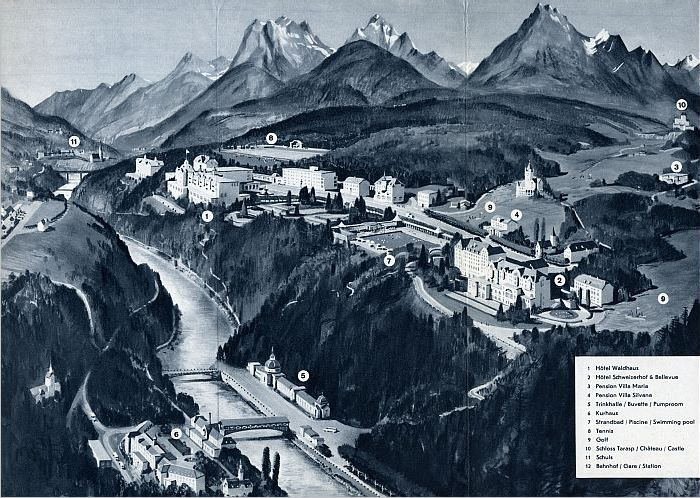
Hotellandschaft Tarasp-Vulpera um 1905

Im Sommer ist Tarasp für Wanderer und Biker auch ein Ausgangspunkt für Touren in den Schweizer Nationalpark. In Vulpera befindet sich eines der ältesten Freibäder der Schweiz (erbaut 1930 im Art-déco-Stil vom Bäderpionier Beda Hefti), oberhalb Vulperas ein Neun-Loch-Golfplatz.
Im Winter wird eine Loipe gespurt. Am Ortsrand von Fontana war von 1964 bis 2010 ein Stangenschlepplift in Betrieb. Dieser wurde 2014 abgebaut. Pläne von 2011 für einen Ersatz des alten Lifts wurden 2013 verworfen. Übrig blieb ein 200 m langer Übungslift, ebenfalls beim Weiler Fontana. Das Skigebiet Motta Naluns auf der gegenüberliegenden Talseite ist mit der Buslinie zu erreichen.
Vier Hotels, zwei Restaurants, zwei Agrotourismusbetriebe und etwa 35 Ferienwohnungen sind für den Tourismus da.

## Wirtschaft
Tarasp lebt neben dem Tourismus von der Berglandwirtschaft, Handwerk, Kunsthandwerk und einigen kleinen Verkaufsläden. 5 Landwirtschaftsbetriebe bewirtschaften 170 Hektaren; zusätzlich gibt es zwei Alpen, die bestossen werden: Alp Laisch und Alp Plavna.

## Bilder

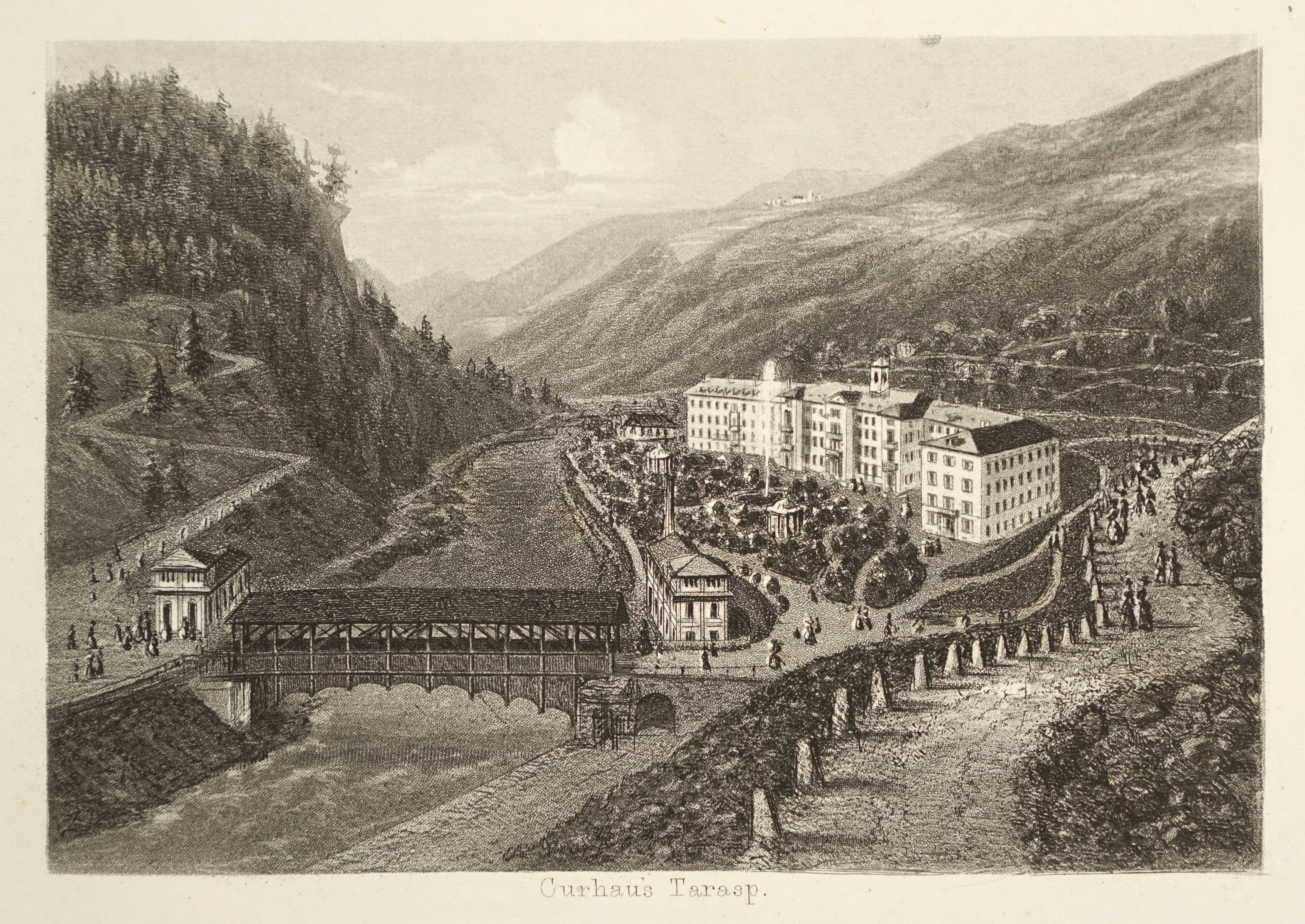
«Grand Hotel Kurhaus Tarasp» um 1870. Radierung von Heinrich Müller
Tarasp, Putschigls, Kurhaus Tarasp. Historisches Luftbild von W. Friedli (1947)
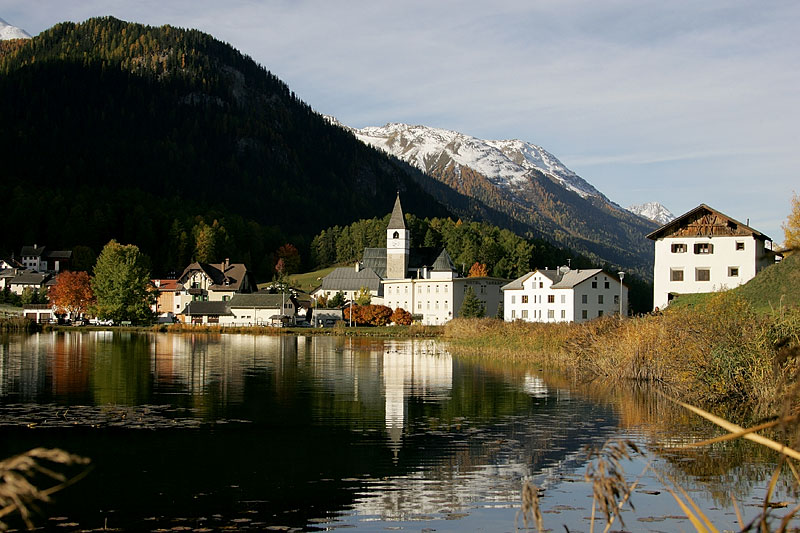
Dorfteil Fontana
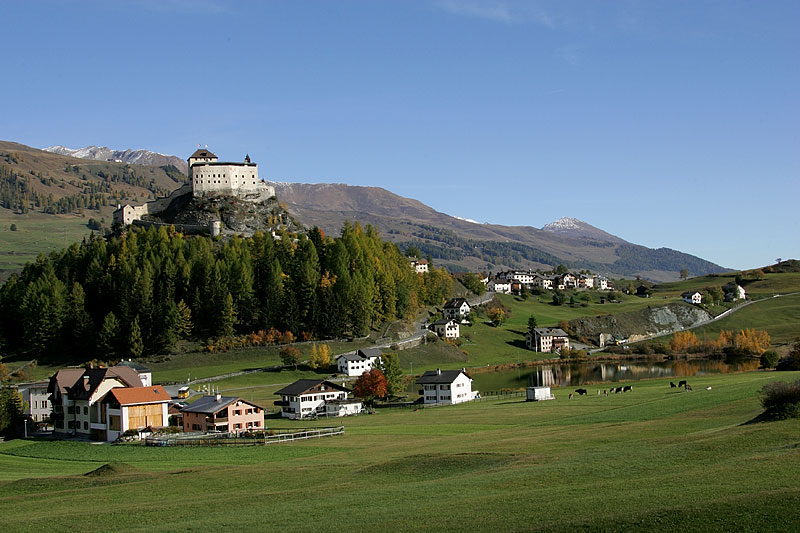
Lai da Tarasp und Schloss
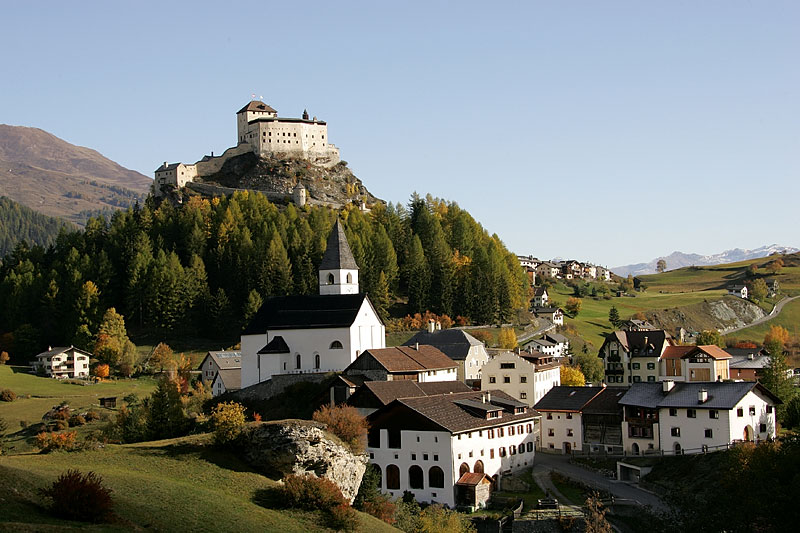
Fontana und Schloss
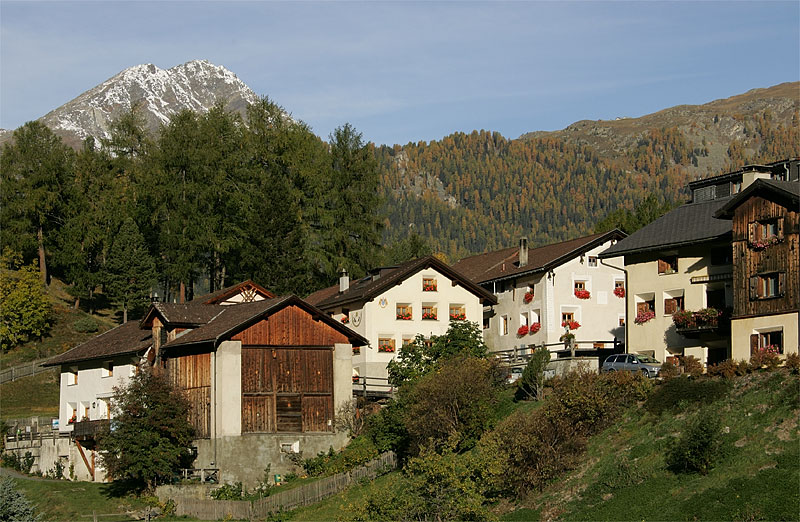
Dorfteil Sparsels
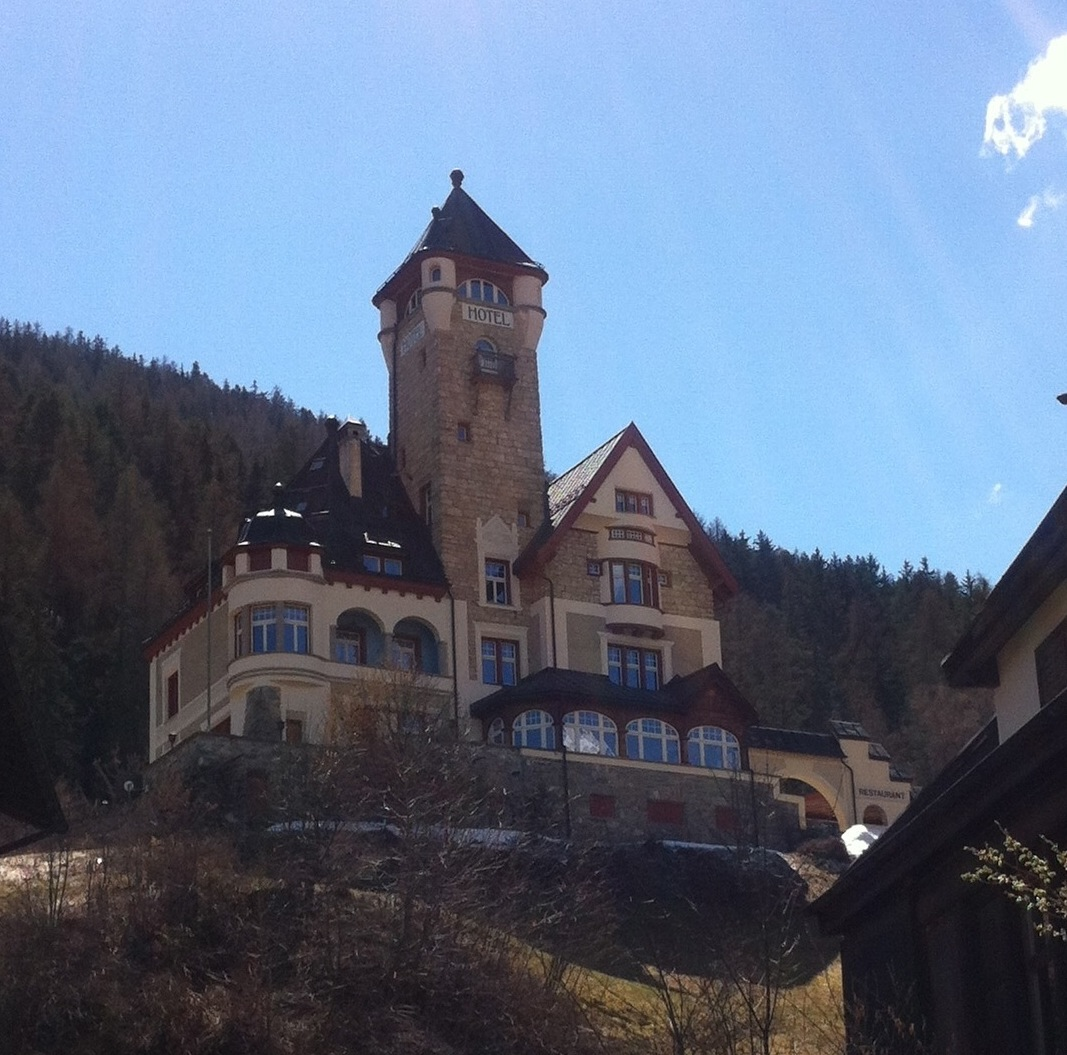
«Villa Engiadina»

## Persönlichkeiten
- Kaspar de Carl ab Hohenbalken (1781–1859), römisch-katholischer Geistlicher, Bischof von Chur 1844–1859
- Rut Plouda-Stecher (* 1948), Schriftstellerin
- Gino Clavuot alias Snook (* 1985), romanisch-deutscher Rapper